# Marcus Aemilius Scaurus der Jüngere
Marcus Aemilius Scaurus der Jüngere war ein Politiker der römischen Republik im 1. Jahrhundert v. Chr.

## Leben
Er war Sohn des gleichnamigen Politikers Marcus Aemilius Scaurus der Ältere und dessen zweiter Frau Caecilia Metella. Er verlor seinen Vater in jungen Jahren, so dass seine Erziehung von Freunden der Familie übernommen wurde. Pompeius war zwar nur kurze Zeit mit Scaurus’ Schwester Aemilia Scaura verheiratet, nahm aber auch nach ihrem Tod lebhaftes Interesse an der Entwicklung des jungen Mannes.
Von 65 bis 61 v. Chr. war Scaurus Statthalter in Syria, welches 63 v. Chr. zur römischen Provinz wurde. Während des Dritten Mithridatischen Kriegs in den Jahren 89 bis 63 v. Chr. forderte Pompeius ihn als seinen Militärtribunen an. Während des Feldzugs war Scaurus verantwortlich für die Region Judäa, die zu dieser Zeit von einem Bruderkrieg zwischen Johannes Hyrkanos II. und Aristobulos II. erschüttert wurde.
Als Aristobulos 63 v. Chr. belagert wurde, bat er Pompeius durch Scaurus, gegen ein enormes Bestechungsgeld von 8000 kg Silber, um Intervention. Daraufhin zwang Scaurus den mit Hyrkanus verbündeten Nabatäerkönig Aretas III., der aus den Wirren des Bruderkriegs der Hasmonäer seinen Vorteil ziehen wollte und Jerusalem belagerte, zum Abzug. Anschließend beschuldigte Aristobulos Scaurus der Erpressung, aber Pompeius – der seinem Schwager vertraute – entschied, Judäa dem Konkurrenten Hyrkanos zu geben. Während Pompeius Jerusalem eroberte, verfolgte Scaurus Aretas bis nach Petra, wo er ihn gegen ein weiteres Bestechungsgeld von 6000 kg Silber ziehen ließ.
Anschließend kehrte Scaurus nach Rom zurück, wo er die von Pompeius geschiedene Mucia Tertia heiratete und 58 v. Chr. Ädil und 56 v. Chr. Prätor wurde. Seine Kandidatur für das Amt des Konsuls scheiterte an einer Anklage wegen Ausbeutung seiner proprätorischen Provinz Sardinien, in der er 55 v. Chr. gleich dreimal den Zehnten erhob. Er wurde erfolgreich von Cicero verteidigt. Nachdem er jedoch im folgenden Jahr wegen Bestechung angeklagt wurde, wurde er trotz Ciceros Verteidigung und der Zuneigung, die ihm das Volk wegen von ihm organisierter prächtiger Spiele entgegenbrachte, verurteilt und ging ins Exil.
Plinius der Ältere erwähnt mehrmals Scaurus enormen Reichtum, der unter anderem aus den Proskriptionen seines Stiefvaters Sulla stamme, und kritisiert seine Verschwendungssucht, deren deutlichster Ausdruck ein riesiges hölzernes Theater war. Sein Haus, das er 74 v. Chr. errichtete, ist eines der wenigen in Rom erhaltenen Wohnhäuser der vorneronischen Zeit.
Sein gleichnamiger Sohn, Marcus Aemilius Scaurus III. begleitete seinen Halbbruder Sextus Pompeius auf der Flucht nach dessen Niederlage gegen Agrippa in der Seeschlacht von Mylae (36 v. Chr.), verriet ihn jedoch 35 v. Chr. an Marcus Antonius. Nach der Schlacht bei Actium, an der Scaurus an Antonius’ Seite teilnahm, begnadigte Octavian ihn auf Bitten seiner Mutter Mucia Tertia. Dessen Sohn war Mamercus Aemilius Scaurus, mit dem die Familie ausstarb.